# Glossario dei latinismi della lingua tedesca
Questo glossario elenca alcune parole latine che sono entrate nel tedesco nei tempi dell'impero romano e sono ormai appena riconoscibili.

## Lessico

### Parole latine di origine più remota
| Parola latina                | Parola tedesca                             | Traduzione della parola tedesca                      |
| ---------------------------- | ------------------------------------------ | ---------------------------------------------------- |
| campus                       | der Kampf                                  | lotta                                                |
| cattus, catta                | die Katze                                  | gatto, gatta                                         |
| caupo, -nis                  | kaufen                                     | comprare                                             |
| conscius                     | keusch                                     | casto                                                |
| Caesar                       | der Kaiser                                 | imperatore                                           |
| carcer                       | (1) der Kerker; (2) der Karzer (in disuso) | (1) carcere, (2) carcere (di una scuola/ università) |
| carpio, -nis                 | der Karpfen                                | carpione                                             |
| constare                     | kosten                                     | costare                                              |
| crux, -cis                   | das Kreuz                                  | croce                                                |
| cuppa                        | der Kopf                                   | testa                                                |
| discus (gr.)                 | der Tisch                                  | la tavola, il tavolo                                 |
| episcopus                    | der Bischof                                | vescovo                                              |
| gustare                      | kosten                                     | prendere il sapore, assaggiare                       |
| hora                         | Uhr                                        | orologio                                             |
| luna                         | die Laune                                  | lo stato d'animo                                     |
| monacus                      | der Mönch                                  | il monaco                                            |
| nocturnus                    | nüchtern                                   | digiuno; non ubriaco                                 |
| panna (piatto di terracotta) | die Pfanne                                 | padella                                              |
| papa                         | der Pfaffe (in disuso)                     | prete cattolico e corrotto                           |
| pilum                        | der Pfeil                                  | la freccia                                           |
| pipa                         | die Pfeife                                 | pipa                                                 |
| pondus, -eris                | das Pfund                                  | libbra, mezzo chilo; pound (valuta)                  |
| porta                        | die Pforte                                 | cancello (del giardino a.e.)                         |
| puer                         | der Bub (meridionale)                      | bambino, persona maschia non adulta                  |
| senior                       | der Senner, die Sennerin                   | oste/ostessa di una capanna nelle Alpi; signore      |
| (via) strata                 | die Straße                                 | strada                                               |
| tabula                       | die Tafel                                  | lavagna; (di rado anche) tavola                      |
| tactiare (lat. volg.)        | der Datschi                                | pasta addolcita nella Germania del sud               |
| tegula                       | die Ziegel                                 | tegola                                               |
| vetula                       | die Vettel (in disuso)                     | vecchietta                                           |
| villa                        | der Weiler                                 | piccolo paese                                        |
| advocatus                    | der Vogt                                   | amministratore di un paese (nel Medio Evo)           |

### Parole di origine romanza o neolatina
| Etymon (ricostruito)                  | Parola romanza/neolatina                    | Parola tedesca              | Traduzione della parola tedesca                                      |
| ------------------------------------- | ------------------------------------------- | --------------------------- | -------------------------------------------------------------------- |
| astrologus (gr.- etimologia supposta) | strolce (ital.-lomb. - etimologia supposta) | der Strolch                 | mascalzone                                                           |
| benedicere                            |                                             | benedeien (in disuso)       | benedire                                                             |
| bracchium                             |                                             | die Brezel                  | brezel                                                               |
| castigare                             |                                             | kasteien                    | mortificarsi                                                         |
| citare                                |                                             | (1) zetern, (2) zitieren    | (1) strillare, (2) fare una citazione                                |
| domina                                | donna (ital.)                               | aufdonnern                  | truccarsi oltre misura e vestirsi inadeguatamente (riferito a donne) |
| cancellarius                          |                                             | der Kanzler                 | cancelliere                                                          |
| caballarius                           | chevalier/ cavaliere                        | der Kavalier                | uomo di contegno                                                     |
| custos -dis                           |                                             | der Küster                  | sagrestano                                                           |
| laxus                                 | lâche (fr.)                                 | lasch                       | fiacco                                                               |
| locum tenens                          | lieutenant                                  | der Leutnant                | luogotenente (letteralmente)/ sottotenente (militare)                |
| martiare                              | marcher (fr.)                               | marschieren                 | marciare                                                             |
| mobile                                |                                             | das Möbel                   | mobile, pezzo dell'arredamento                                       |
| poena                                 |                                             | die Pein (in disuso)        | il dolore                                                            |
| portarius                             | portier (fr.)                               | der Portier                 | portiere, portinaio                                                  |
| predicare                             |                                             | predigen                    | predicare                                                            |
| pretium                               |                                             | der Preis                   | prezzo                                                               |
| scribere                              |                                             | schreiben                   | scrivere                                                             |
| stylus (gr.)                          |                                             | (1) der Stiel, (2) der Stil | (1) lo stelo, (2) lo stile                                           |
| visae patentes (etimologia supposta)  |                                             | Fisimatenten                | comportamento capricioso e superfluo                                 |

## Morfologia

### Formazione del nomen agentis
La formazione del nomen agentis in -er come in Bäcker (panettiere) o Richter (giudice) è di origine latina. È da ascrivere alla derivazione in -arius (-ario, -aro, -aio, -iere) ed ha soppiantato la vecchia formazione germanica. Quest'ultima persiste solo in alcune parole rimaste come in Schütze (puntatore) che equivarrebbe ad un Schießer, se si applicasse la formazione moderna.

### Derivazione in -bar
La derivazione aggettivale in -bar è di origine indoeuropea e corrisponde a quella in -fer in latino. Il verbo barn - intanto estinto - corrispondeva a ferre (cf. to bear in inglese). Alcune parole rimaste come fruchtbar (fruttifero) si sono conservate. La formazione moderna, però, prevalentemente coniata dai filologi dell'umanesimo, ha preso per orientamento le derivazioni latine in -abilis ossia -ibilis. Ne consegue che le derivazioni del tedesco moderno in -bar si appoggiano al sistema latino: essbar (mangiabile), trinkbar (potabile), hörbar (ascoltabile), aussprechbar (pronunciabile) ecc.